# Blade II
Blade II is een horror- en actiefilm uit 2002, met in de hoofdrollen Wesley Snipes en Kris Kristofferson. De film werd geregisseerd door Guillermo del Toro.
Blade II is de tweede film in de Blade-trilogie, gebaseerd op het Marvel Comics personage Blade.

## Verhaal
Twee jaar zijn verstreken sinds het einde van de eerste film. Blade is op jacht naar zijn oude mentor Whistler, die in de eerste film werd aangevallen door vampieren en nu zelf een vampier is. Hij reist door Rusland en Oost-Europa op zoek naar zijn oude vriend en roept de hulp in van een jongeman genaamd Scud om hem van nieuwe wapens en snufjes te voorzien. Blade vindt Whistler die gevangen wordt gehouden door een groep vampieren. Hij redt hem en brengt hem naar Praag.
Ondertussen is in de vampiergemeenschap een crisis ontstaan. Een meer ontwikkelde vorm van vampirisme (het "Reaper virus" genoemd) verspreidt zich onder hen en verandert de vampiers die ermee worden geïnfecteerd in sterkere vampieren. De originele drager van het virus lijkt Jared Nomak te zijn, een vampier die gemuteerd is in een wezen dat zich liever met vampierbloed voedt dan met mensenbloed. Zijn slachtoffers worden ook met het Reaper Virus geïnfecteerd en veranderen in Reapers (hoewel hun mutatie minder stabiel is dan die van Jared). Deze Reapers zijn vele malen sterker dan normale vampieren, en zijn onkwetsbaar voor elk soort wapen behalve zonlicht. Om deze nieuwe vampieren te bevechten stuurt de vampieroudste Eli Damaskinos zijn helpers eropuit om een bondgenootschap te sluiten met Blade, door hem te tonen dat de Reapers een nog veel groter gevaar vormen.
Noodgedwongen sluit Blade zich aan bij de Blood Pack, een groep vampierkrijgers en huurmoordenaars die eigenlijk eropuit waren gestuurd om Blade te vermoorden. Om in zekere mate controle te houden over de groep, plaatst Blade een op afstand ontsteekbaar explosief in het hoofd van Reinhardt (Ron Perlman), een van de belangrijkste leden van de groep. Nadat ze hun haat tegen elkaar aan de kant hebben gezet, leidt Blade Bloodpack in het gevecht met de Reapers en onderzoekt hun oorsprong. Gedurende deze tijd ontwikkelt zich een relatie tussen Blade en Nyssa, de dochter van Damaskinos en een lid van Bloodpack.
Na een groots gevecht tegen verschillende Reapers wordt Blade aangehouden door Damaskinos' helpers, samen met Whistler en Scud. Het blijkt dat het virus dat de vampieren in Reapers veranderde helemaal geen virus is, maar een genetisch experiment dat verkeerd uitpakte. In zijn pogingen om een vampierras te maken dat tegen daglicht kon, liet Damaskinos veel experimenten uitvoeren op zijn vervreemde zoon Nomak. Het experiment maakte Nomak inderdaad sterker, maar hij kon desondanks nog steeds niet tegen zonlicht. Damaskinos onthult dan nog een schokkend feit; hij heeft nog veel meer vampierprototypes gecreëerd die bedoeld waren als de volgende stap in de evolutie van vampieren. Het enige wat ze nodig hebben is Blades biologische opbouw om hen bescherming te geven tegen de zon. Om dit te bereiken, wil Damaskinos Blade vermoorden en ontleden.
Gedurende zijn gevangenschap probeert Blade het explosief in Reinhardts schedel af te laten gaan, maar dan onthult Scud dat de bom (die hij had ontworpen) niet was gemaakt om te ontploffen. Hij is zelf een van Damaskinos' menselijke dienaren (een familiar) en plande al de hele tijd om met de vampieren samen te werken in plaats van tegen hen te vechten. Blade onthult echter dat hij al lang op de hoogte was van Scuds verraad, en zijn voorzorgsmaatregelen heeft genomen. Hij activeert een tweede afstandsontsteking, waardoor de bom (die Scud nu vasthoudt) alsnog ontploft. Vervolgens vecht Blade zich een weg door Damaskinos' helpers en zoekt de vampier zelf op.
Ondertussen dringt de op wraak beluste Nomak Damaskinos' basis binnen om wraak te nemen op zijn vader voor het feit dat hij hem in de eerste Reaper veranderde. Net voordat hij kan ontsnappen wordt Damaskinos verraden door Nyssa (die al langer tegen haar vaders extreme methoden was) en gedood door Nomak. Nomak bijt Nyssa ook en probeert te vluchten, maar zijn weg wordt geblokkeerd door Blade. Na een heftig gevecht ontdekt Blade een zwakke plek in Nomaks lichaam, en doorboort zijn hart met zijn zwaard. Nu Nomak dood is draagt Blade de verzwakte Nyssa naar buiten, waar ze door het zonlicht wordt vernietigd.
De film eindigt in een Londense stripclub, waar een vampier genaamd Rush (die in de openingsscène ook al voorkwam, en toen maar net aan Blade wist te ontkomen) zich bevindt. Tot zijn schok ontdekt hij Blade in dezelfde club. Met de woorden "You didn't think I'd forget about you, did you?" doodt Blade de vampier.

## Rolverdeling
| Acteur             | Personage        |
| ------------------ | ---------------- |
| Wesley Snipes      | Blade            |
| Kris Kristofferson | Abraham Whistler |
| Ron Perlman        | Reinhardt        |
| Leonor Varela      | Nyssa            |
| Norman Reedus      | Scud             |
| Thomas Kretschmann | Damaskinos       |
| Karel Roden        | Carter Kounen    |
| Luke Goss          | Jared Nomak      |
| Matthew Schulze    | Chupa            |
| Danny John-Jules   | Asad             |
| Donnie Yen         | Snowman          |
| Marit Velle Kile   | Verlaine         |
| Tony Curran        | Priest           |
| Daz Crawford       | Lighthammer      |
| Santiago Segura    | Rush             |
| Xuyen Tu Valdivia  | Jigsaw           |
| Marek Vasut        | Golem            |

## Trivia
- De openingsscène van de film Blade: Trinity stond eigenlijk gepland voor deze film, maar werd vanwege budgettekort geschrapt.
- In de film draagt het personage Scud een T-shirt met het logo van de B.P.R.D., de fictieve organisatie uit de Hellboy-strips. Regisseur Del Toro regisseerde twee jaar na Blade II de eerste Hellboy-film.
- Een videospel gebaseerd op deze film kwam uit voor de Microsoft Xbox en Sony PlayStation 2.
- Van alle Blade-films was deze met een wereldwijde opbrengst van $150 miljoen de succesvolste.